# Ахметов Спартак Фатихович
Спартак Фатихович Ахметов (каз. Спартак Фатыхұлы Ахметов, рос. Спартак Фатыхович Ахметов 6 лютого 1938, Іссик, Єнбекшиказахський район — пом.19 березня 1996, Александров, Владимирська область) — казахський та російський радянський письменник-фантаст, поет, перекладач та вчений-геолог.

## Біографія
Спартак Ахметов народився в місті Іссик Алма-Атинської області у сім'ї батька-ветеринарного лікаря та матері — агротехніка за фахом, пізніше партійного та радянського працівника. Пізніше сім'я перебралась до села Георгіївка, а далі до обласного центру Джамбула. У 1955 році Ахметов вступив до Казахського політехнічного інституту в Алма-Аті на геологорозвідувальний факультет. У 1961 році він закінчив інститут, проте невдовзі важко захворів, майже рік знаходився на стаціонарному лікуванні в лікарні, що завадило йому стати польовим геологом. У 1964 році Спартак Ахметов закінчив аспірантуру за спеціальністю «Мінералогія, петрографія і літологія», у 1966 році захистив кандидатську дисертацію з геолого-мінералогічних наук. У 1965 році Ахметов став співробітником хіміко-металургічного інституту Академії наук Казахської РСР у Караганді. У 1971 році Спартак Ахметов став співробітником Всесоюзного науково-дослідного інституту синтезу мінеральної сировини Міністерства геології СРСР в місті Александров. У цьому науково-дослідному інституті Ахметов плідно займався науковою діяльністю, переважно в галузі експериментальної мінералогії, гемології та вирощування штучних кристалів. У доробку вченого та письменника більш ніж 200 наукових робіт та 20 винаходів у мінералогії. За час роботи в науково-дослідної інституті Спартак Ахметов займався розповсюдженням забороненої в Радянському Союзі дисидентської та неофіційної літератури, а також неофіційних перекладі науково-фантастичної літератури. Згідно частини джерел, Спартак Ахметов був близько знайомий з Іваном Єфремовим, і він став його останнім відвідувачем перед смертю. Пізніше Ахметов написав спогади про свої зустрічі з Єфремовим та про виниклі в останні роки життя Єфремова суперечки його з братами Стругацькими, які вийшли друком під назвою «Броненосець із пробоїною під ватерлінією». Спартак Ахметом був також відомим бібліофілом, та, за свідченнями очевидців, зібрав удома всі фантастичні твори, надруковані за часів СРСР.
Помер Спартак Ахметов 19 березня 1996 році в місті Александров.

## Творчість
Літературну творчість Спартак Ахметов розпочав ще в 1954 році з публікації в районній газеті вірша під назвою «Кордон». Першим фантастичним твором автора стало оповідання «Малек і Корсар», опубліковане в 1977 році у співавторстві з Олександром Янтером в журналі «Сибирь». Значну частину своїх фантастичних творів письменник присвятив мінералогії — галузі, в якій він працював. Центральним твором Ахметова є повість «Алмаз «Шах»», в якій описуються дослідження однойменного алмазу, та висловлюється думка, що в структурі цього алмазу закодована інформація іншопланетян про його створення. Також темі мінералогії та гемології присвячуються твори автора «Ліфт до Юпітера», «День Венери», «Сигнали життя». Спартак Ахметов також видав кілька науково-популярних книжок із гемології та мінералогії: «Бесіди про гемологію», «Грані граната», «Камінь твоєї долі». У 70-х роках ХХ століття Спартак Ахметов також вів на казахстанському телебачені програму «Цікава геологія». Він також був постановником спектаклів за творами Олександра Бєляєва «Голова професора Доуеля» та «Полювання на Велику Ведмедицю». Спартак Ахметов також відомий як перекладач із татарської мови (зокрема, перекладав російською мовою низку віршів Муси Джаліля), казахської, узбецької та таджицької мов.

## Переклади
Твори Спартака Ахметова перекладені татарською, узбецькою, англійською та французькою мовами.

## Особисте життя
Спартак Ахметов був одружений, та мав трьох синів. Молодший із синів, Камілл Ахметов, є російським сценаристом та письменником.

### Повісті
- 1981 — Алмаз «Шах»
- 1981 — Соискатели
- 1982 — День Венеры
- 1982 — Огненный клубок
- 1986 — Кольцо удачи
- 1986 — Сигналы жизни

### Оповідання
- 1977 — Малек и Корсар (у співавторстві з Олександром Янтером)
- 1978 — Байкальский вариант (у співавторстві з Олександром Янтером)
- 1978 — Малек и Эрика (у співавторстві з Олександром Янтером)
- 1978 — Малек на колокольне (у співавторстві з Олександром Янтером)
- 1979 — Синяя смерть (у співавторстві з Олександром Янтером)
- 1980 — Посылка из детства
- 1981 — Гипотеза о происхождении алмазов
- 1982 — Интернат «Баргузин»
- 1983 — Лифт до Юпитера
- 1984 — Шок
- 1986 — «Май аенда…»
- 1987 — Удар в спину
- 1989 — Подстелить соломы
- 1989 — Развод по-ански
- 1992 — Цугцван
- 1995 — Притча о глупом жестянщике
- 1995 — Притча об умной звезде
- 1995 — Чёрный луч
- 1998 — Козлы

### Науково-популярні твори
- 1982 — Искусственные кристаллы граната
- 1984 — Карбункулы, лалы и яхонты
- 1987 — Многоликий кремний
- 1989 — Беседы о геммологии
- 1990 — От авантюрина до яшмы
- 1990 — Грани граната
- 1991 — Слезы Гелиад
- 1992 — Камень твоей судьбы